# The Jethro Tull Christmas Album
The Jethro Tull Christmas Album is een kerstalbum van de Britse progressieve-rockband Jethro Tull, uitgebracht in 2003.

## Geschiedenis
Het album bestaat voor ongeveer de helft uit bestaande nummers van de band die voor deze gelegenheid opnieuw opgenomen zijn en voor de helft uit nummers die speciaal voor dit album werden geschreven.
Naast Jethro Tull spelen er ook twee gastmuzikanten op dit album. Oud-bandlid David Pegg speelt basgitaar in A Christmas Song en Another Christmas Song, en James Duncan speelt drums in enkele nummers. The Sturcz String Quartet speelt in First Snow on Brooklyn.

## Nummers
1. Birthday Card at Christmas
2. Holly Herald
3. A Christmas Song
4. Another Christmas Song
5. God Rest Ye Merry Gentlemen
6. Jack-Frost and the Hooded Crow
7. Last Man at the Party
8. Weathercock
9. Pavane
10. First Snow on Brooklyn
11. Greensleeved
12. Fire at Midnight
13. We Five Kings
14. Ring Out Solstice Bells
15. Bourée
16. A Winter Snowscape

## Bezetting
- Ian Anderson (zang, dwarsfluit, akoestische gitaar, mandoline, piccolo, percussie)
- Martin Barre (elektrische gitaar, akoestische gitaar)
- Andrew Giddings (keyboards, accordeon, basgitaar, orgel)
- Jonathan Noyce (basgitaar)
- Doane Perry (drums, percussie)

Gastmuzikanten:
- David Pegg (basgitaar, mandoline)
- James Duncan (drums, percussie)
- Laszlo Bencker (arrangement voor strijkkwartet)
- The Sturcz String Quartet:
  - Gábor Csonka (viool)
  - Péter Szilágyi (viool)
  - Gyula Benkö (altviool)
  - András Sturcz (cello)